# سربنتينيت

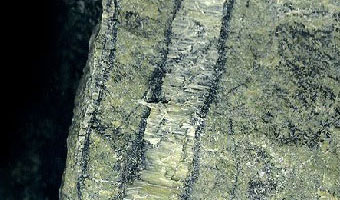

السربنتينيت أو طرفون أو زعلول (بالإنجليزية: Serpentinite)‏ هو صخر متحوّل من أصل رسوبي، حبيبي النسيج (غير متورق). يتكون أساسا من معدن السربنتين ونسبة ملحوظة من معادن التلك والكلوريت، داكن اللون لغناه بعنصر المغنيسيوم.